# Clytomanningus
Clytomanningus is een geslacht van kreeftachtigen uit de klasse van de Malacostraca (hogere kreeftachtigen).

## Soorten
- Clytomanningus coutierei (Nobili, 1904)
- Clytomanningus molaris (Chace, 1955)